# Bill Haslam

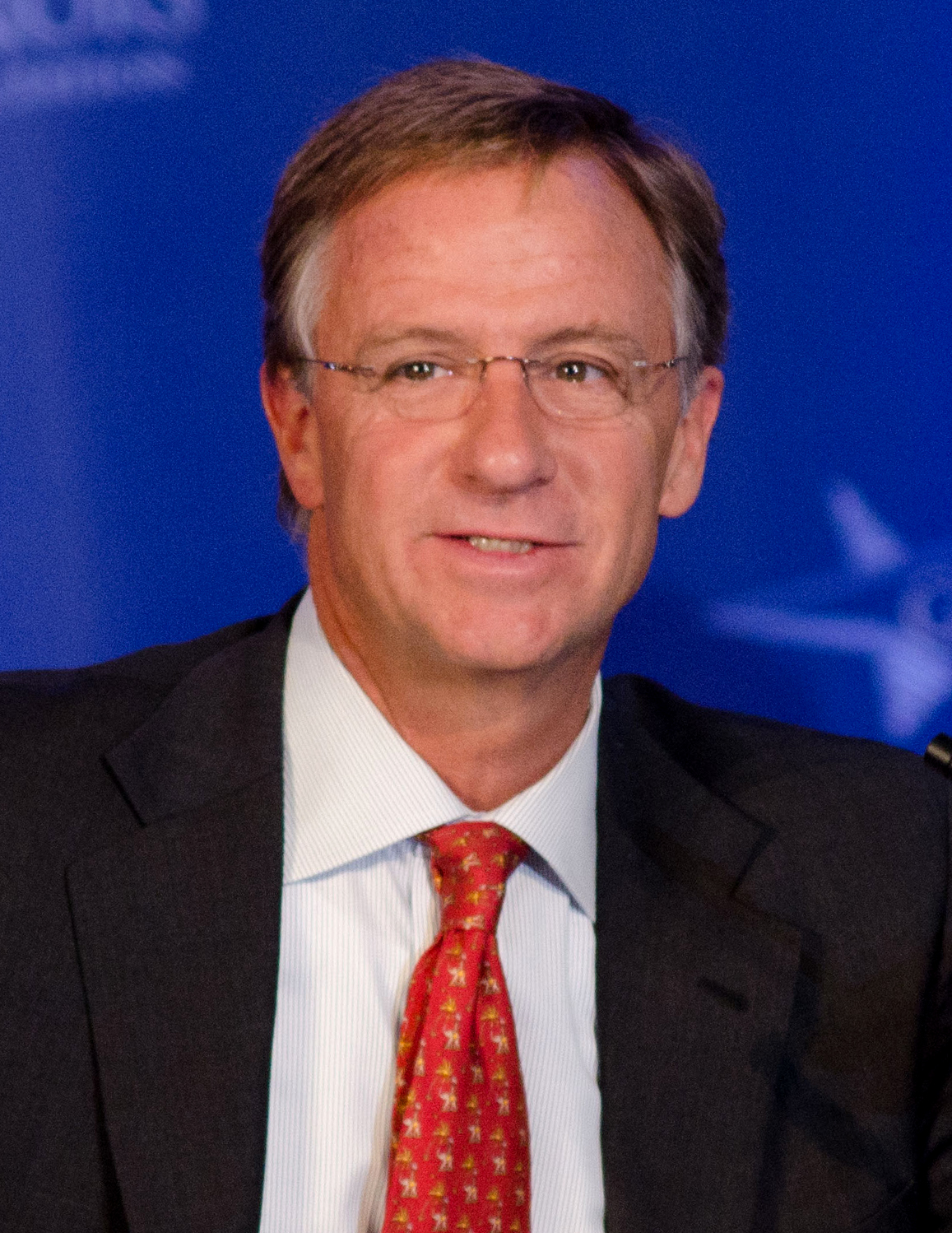
Bill Haslam (2012)

William Edward „Bill“ Haslam (* 23. August 1958 in Knoxville, Tennessee) ist ein US-amerikanischer Politiker (Republikanische Partei) und vom 15. Januar 2011 bis zum 19. Januar 2019 Gouverneur des Bundesstaates Tennessee. Zuvor war er seit 2003 Bürgermeister seiner Heimatstadt Knoxville.

## Biografie
Haslam wurde 2003 erstmals zum Bürgermeister von Knoxville gewählt. Damit löste er Victor Ashe ab, der nach vier Amtsperioden nicht mehr kandidierte. Vor seiner Wahl zum Bürgermeister war Haslam als Vizepräsident des Erdölunternehmens Pilot Corporation, das von seinem Vater Jim Haslam gegründet wurde, tätig. Bei den Bürgermeisterwahlen 2007 gewann Haslam mit 87 Prozent der Stimmen und ging so in eine zweite Amtszeit.
Im August 2010 nominierte ihn seine Partei als Kandidaten für die Gouverneurswahlen im November desselben Jahres. In der republikanischen Primary setzte er sich gegen den Kongressabgeordneten Zach Wamp und Vizegouverneur Ron Ramsey durch. Sein demokratischer Konkurrent um die Nachfolge von Phil Bredesen war Mike McWherter, Sohn des ehemaligen Gouverneurs Ned McWherter. Letztlich entschied Haslam die Wahl deutlich mit 65 Prozent der Stimmen für sich und konnte damit im Januar 2011 das Gouverneursamt übernehmen. Am 4. November 2014 wurde Haslam mit über 70 Prozent der Wählerstimmen in eine zweite Amtszeit gewählt.

## Politische Positionen
Haslam lehnt gleichgeschlechtliche Ehen ab und ist ein Abtreibungsgegner. Außerdem setzt er sich für das Waffenrecht ein. Ein Hauptanliegen seiner Amtszeit ist die Erhöhung des Anteils von Hochschulabsolventen. Der als „Tennessee Promise“ bekannte Plan soll bis 2025 die Quote von 32 % auf 55 % steigern, indem Überschüsse der staatlichen Lotterie für Stipendien der ersten beiden Studienjahre an Hilfsbedürftige verteilt werden.
Haslam ist ein Befürworter der Todesstrafe in den Vereinigten Staaten. Nachdem es zu Lieferengpässen beim Medikamentencocktail für die letale Injektion (der aktuell in Tennessee verwendeten Hinrichtungsmethode) gekommen war, unterzeichnete Haslam am 22. Mai 2014 ein Gesetz, welches den elektrischen Stuhl wieder zur Primärmethode erklärt, für den Fall, dass die Hinrichtung per Giftspritze aufgrund von Medikamentenmangels nicht vollstreckt werden kann.